# Лоренсо II Суарес де Фигероа
Лоренсо II Суарес де Фигероа (исп. Lorenzo II Suárez de Figueroa; 1410/1412 — 1461) — кастильский дворянин, 2-й сеньор де Ферия (1429—1460) и 1-й граф де Ферия (1460—1461). Графский титул ему был дарован королем Кастилии Энрике IV указом, изданным в Вальядолиде 17 мая 1460 года. Также он носил титулы сеньора де Сафра, Вильяльба, Валенсия-де-лас-Торрес, Ла-Парра, Ла-Олива и Эль-Ринкона.

## Биография
Сын Гомеса I Суареса де Фигероа, 1-го сеньора де Ферия (ок. 1383—1429), и Эльвиры Лассо де Мендоса, дочери Диего Уртадо де Мендосы и его второй жены Леонор Лассо де ла Вега. Ему пришлось пережить конвульсивное правление королей Хуана II и Энрике IV. Ещё очень молодым ему пришлось взять на себя управление поместьем и военный вклад, которым его отец был обязан королю Кастилии, способствуя военным кампаниям вышеупомянутых королей Хуана II и Энрике IV в их битвах с королями Арагона, добившись того, чтобы территории Нижней Эстремадуры остались верны кастильской короне. Точно так же он участвовал в военных кампаниях против Гранадского эмирата.
Лоренсо избрал своим местом жительства замок Сафра, которое он преобразовал в центр домена дома де Ферия и где продолжалось строительство стены, в 1437 году началось строительство крепости (в настоящее время Parador de Turismo Duques de Feria), в 1458 году он приказал построить замок Ногалес, в дополнение к другим важным зданиям в городе.
В 1439 году он был избран членом королевского совета, а позже, в качестве компенсации за свою военную деятельность, он получил власть над деревнями Ла-Морера и Альконера, расширив свои владения в Эстремадуре. Он получил ярмарки Сан-Хуана и Сан-Мигеля (1453 г.). В 1446 году он добился от короля учреждения майората для своих владений, в которые он включил города Ла-Морера и Альконера, а также дворец, который он приобрел в 1405 году. Его деятельность на королевской службе не получила ожидаемого вознаграждения, но он не отклонился от королевской стороны и в 1456 году король Энрике IV назначил его своим королевским советником. Последние годы его жизни были посвящены укреплению его поместий.
В 1460 году король Кастилии Энрике IV, чтобы обеспечить его лояльность, когда против монарха была сформирована лига, пожаловал ему титул графа де Ферия. Лоренсо Суарес де Фигероа скончался в 1461 году и был похоронен в монастыре Санта-Мария-дель-Валье, основанном его отцом, 8 в прекрасной алебастровой гробнице, которая, хотя и прикреплена к стене с евангельской стороны церкви, почти полностью сохранилась.

## Брак и потомство
Он женился на Марии Мануэль де Вильена, потомке короля короля Кастилии Фердинанда III, старшей дочери и наследнице Педро Мануэля де Вильены, 3-го сеньора Монтеалегре и 2-го сеньора Менесес-де-Кампос, сына Энрике Мануэля де Вильены и Хуаны Манрике де Лара. Эльвира составила завещание в 1474 году и сделала приписку к нему в 1477 году, в которой она упоминает своих детей. Они были родителями:
- Эльвира Суарес де Фигероа, замужем за Педро Афаном де Рибера, 2-м сеньором де Мальпика
- Гомес II Суарес де Фигероа, 2-й граф Ферия
- Хуана Мануэль, жена Хуана де Сотомайора, 2-го сеньора Алкончеля и Беналькасара; сына магистра Гутьерре де Сотомайора.
- Леонор Суарес де Фигероа, замужем за Педро Понсе де Леон, 4-м сеньором Вильягарсия-де-ла-Торре и 1-м сеньором Саары, прародителем маркизов Саара
- Менсия Мануэль де Фигероа, монахиня, сначала настоятельница монастыря Санта-Мария-дель-Валье в Сафре, а затем монастыря Санта-Клара во Фрегенале
- Беатрис Мануэль де Фигероа, замужем за Фернаном Гомесом де Солисом
- Хуан Мануэль де Фигероа, сеньор Сальвалеона и Каньяверала, женат на Изабель де Портокарреро, дочери 1-го графа Медельина
- Мария Мануэль де Фигероа, жена Альваро Переса де Гусмана, сына Хуана Алонсо Переса де Гусмана, 1-го герцога Медина-Сидония
- Лоренсо Суарес де Фигероа, упомянутый в завещании его матери
- Иньиго Лопес де Фигероа, упоминается в завещании его матери, но он не является одним из наследников, поэтому он умер до 1474 года.